# Paschal Topno
Paschal Topno SJ (* 15. Juni 1932 in Torpa; † 6. April 2025 in Ambikapur) war ein indischer römisch-katholischer Ordensgeistlicher und Erzbischof von Bhopal.

## Leben
Paschal Topno trat der Ordensgemeinschaft der Jesuiten bei und empfing am 31. Juli 1965 die Priesterweihe.
Papst Johannes Paul II. ernannte ihn am 28. Oktober 1985 zum Bischof von Ambikapur. Der Erzbischof von Bhopal, Eugene Louis D’Souza MSFS, spendete ihm am 18. Januar des folgenden Jahres die Bischofsweihe; Mitkonsekratoren waren Philip Ekka SJ, Bischof von Raipur, und George Victor Saupin SJ, Bischof von Daltonganj. 
Am 26. März 1994 wurde er zum Erzbischof von Bhopal ernannt. Am 15. Juni 2007 nahm Papst Benedikt XVI. sein altersbedingtes Rücktrittsgesuch an.